# Fayard Nicholas
Fayard Antonio Nicholas (Mobile, 20 ottobre 1914 – Los Angeles, 24 gennaio 2006) è stato un coreografo, ballerino e attore statunitense.

## Biografia
Nato in Alabama, Nicholas crebbe a Filadelfia, dove cominciò a danzare guardando gli spettacoli di vaudeville con il fratello; entrambi i genitori erano musicisti: il padre, Ulysses D. Nicholas, era un batterista e la madre, Viola Harden Nicholas, era una pianista. Insieme al fratello Harold Nicholas, Fayard formò il duo dei Nicholas Brothers, esibendosi insieme in diversi film, tra cui Notti argentine (1940), Stormy Weather (1943) e Il pirata (1948). La carriera dei due fu brevemente interrotta dallo scoppio della Seconda guerra mondiale, durante la quale Fayard Nicholas si arruolò ed ottenne il grado di Technician Fifth Grade. Acclamato ballerino di tip tap, nel 1989 vinse il Tony Award alla miglior coreografia per il musical di Broadway Black and Blue.

## Filmografia parziale
- Notti argentine (Down Argentine Way), regia di Irving Cummings (1940)
- Serenata a Vallechiara (Sun Valley Serenade), regia di H. Bruce Humberstone (1941)
- Voglio essere più amata (Orchestra Wives), regia di Archie Mayo (1942)
- Stormy Weather, regia di Andrew L. Stone (1943)
- Il pirata (The Pirate), regia di Vincente Minnelli (1948)
- Botta e risposta, regia di Mario Soldati (1950)
- Il silenzio si paga con la vita (The Liberation of L.B. Jones), regia di William Wyler (1970)